# Élections au Conseil législatif tasmanien de 2020
Les élections au Conseil législatif Tasmanien de 2020 ont lieu le 1er aout 2020 afin de renouveler 2 des 15 sièges du Conseil législatif, la chambre haute de cet État australien.
Dans la circonscription de Huon, le candidat conservateur indépendant Robert Armstrong est battu par le travailliste Bastian Seidel. Le conseiller sortant Kerry Finch n'est quant à lui pas candidat à sa réélection dans la circonscription de Rosevears, qui est remportée par le libéral Jo Palmer.

## Contexte
La chambre haute du parlement Tasmanien est unique en son genre en Australie dans la mesure où elle est historiquement dominée par des élus indépendants dans le cadre d'un système majoritairement non partisan où aucun parti n'a jamais détenu seul la majorité des sièges. À l'inverse des autres chambres hautes australienne, les membres du Conseil législatif sont élus dans des circonscriptions uninominales, tandis que la chambre basse, l'Assemblée, l'est au scrutin plurinominal. Les candidats doivent se soumettre à une limitation des dépenses de leur campagne, pour laquelle ne peuvent contribuer les partis ou d'autres organisations. Le Parti travailliste est le parti ayant vu le plus de candidats élus sous son étiquette depuis la création du Conseil. La principale autre formation politique australienne, le parti libéral, a en effet pour politique de garder le Conseil législatif en dehors du système des partis, même s'il soutient régulièrement des candidats conservateurs indépendants de manière tacite et n’empêche pas des membres du parti de se présenter de leur propre initiative.
Le Conseil dispose du pouvoir de retirer son soutien au gouvernement en exercice et de le contraindre à de nouvelles élections à la chambre basse, mais n'est lui même pas soumis à la possibilité d'une dissolution anticipée, la constitution tasmanienne ne prévoyant pas ce cas de figure. Le Conseil dispose par ailleurs d'un droit de véto sur toute réforme constitutionnelle, ces dernières devant obtenir le vote des deux chambres.
Dans la circonscription de Huon, le candidat conservateur indépendant Robert Armstrong se représente avec le soutien tacite du Parti libéral, qui ne présente pas de candidat contre lui. Le conseiller sortant Kerry Finch n'est quant à lui pas candidat à sa réélection dans la circonscription de Rosevears.

## Système électoral

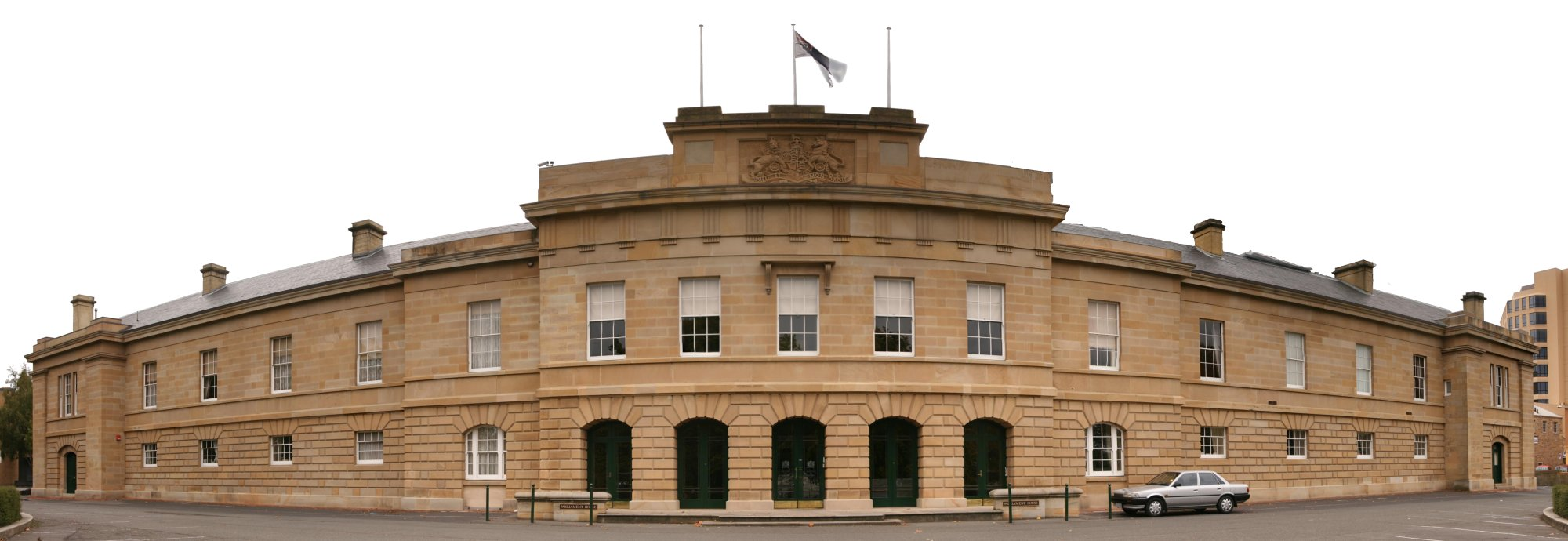
Bâtiment de l'assemblée à Hobart.

Le Conseil législatif est la chambre haute du parlement bicaméral tasmanien. Il est doté de 15 sièges pourvus pour six ans au vote à second tour instantané dans autant de circonscriptions électorales. Le renouvellement n'est cependant jamais intégral, mais échelonné sur la durée d'un mandat. Des élections sont organisées chaque année, pour lesquelles le nombre de circonscriptions en jeu alterne entre deux et trois, de telle sorte qu'à l'issue d'une période de six ans, l'ensemble des quinze circonscriptions ont vues leur conseiller renouvelé. Les élections de 2020 concernent ainsi les circonscriptions de Huon et de Rosevears,. 
Le vote à second tour instantané est utilisé sous sa forme intégrale : les électeurs classent l'intégralité des candidats par ordre de préférences en écrivant un chiffre à côté de chacun de leurs noms sur le bulletin de vote, 1 étant la première préférence. Au moment du dépouillement, les premières préférences sont d'abord comptées puis, si aucun candidat n'a réuni plus de la moitié des suffrages dans la circonscription, le candidat arrivé dernier est éliminé et ses secondes préférences attribuées aux candidats restants. L'opération est renouvelée jusqu'à ce qu'un candidat atteigne la majorité absolue.

## Pandémie de Covid-19
La date de tenue des élections est légalement fixée au premier samedi du mois de mai de chaque année, soit en 2020 le samedi 30 mai. La progression de la pandémie de Covid-19 contraint cependant le gouvernement à repousser exceptionnellement le scrutin au premier aout,.

## Résultats

### Huon
| Candidats                       | Candidats                       | Partis                          | 1er choix                       | 1er choix                       | 2e décompte              | 2e décompte              | 3e décompte              | 3e décompte              | 4e décompte              | 4e décompte              | 5e décompte | 5e décompte |
| Candidats                       | Candidats                       | Partis                          | Voix                            | %                               | Voix                     | %                        | Voix                     | %                        | Voix                     | %                        | Voix        | %           |
| ------------------------------- | ------------------------------- | ------------------------------- | ------------------------------- | ------------------------------- | ------------------------ | ------------------------ | ------------------------ | ------------------------ | ------------------------ | ------------------------ | ----------- | ----------- |
|                                 | Bastian Seidel                  | Parti travailliste              | 6 795                           | 31,29                           | 7 180                    | 33,06                    | 7 533                    | 34,69                    | 10 418                   | 48,05                    | 12 284      | 57,31       |
|                                 | Robert Armstrong                | Indépendant                     | 4 071                           | 18,75                           | 4 493                    | 20,69                    | 5 320                    | 24,50                    | 5 754                    | 26,54                    | 9 152       | 42,69       |
|                                 | Pat Caruana                     | Verts                           | 3 808                           | 17,54                           | 3 934                    | 18,12                    | 4 166                    | 19,18                    |                          |                          |             |             |
|                                 | Dean Harriss                    | Indépendant                     | 3 506                           | 16,14                           | 4 026                    | 18,54                    | 4 697                    | 21,63                    | 5 511                    | 25,42                    |             |             |
|                                 | Debbie Louise Armstrong         | Indépendante                    | 1 784                           | 8,22                            | 2 083                    | 9,59                     |                          |                          |                          |                          |             |             |
|                                 | Garrick Cameron                 | SFF                             | 1 752                           | 8,07                            |                          |                          |                          |                          |                          |                          |             |             |
| Total des voix                  | Total des voix                  | Total des voix                  | 21 716                          | 100                             | 21 716                   | 100                      | 21 716                   | 100                      | 21 683                   | 100                      | 21 436      | 100         |
| Votes non-transférables cumulés | Votes non-transférables cumulés | Votes non-transférables cumulés | Votes non-transférables cumulés | Votes non-transférables cumulés | 0                        | –                        | 0                        | –                        | 33                       | –                        | 280         | –           |
|                                 |                                 |                                 |                                 |                                 |                          |                          |                          |                          |                          |                          |             |             |
| Votes valides                   | Votes valides                   | Votes valides                   | Votes valides                   | Votes valides                   | Votes valides            | Votes valides            | Votes valides            | Votes valides            | Votes valides            | Votes valides            | 21 716      | 97,44       |
| Votes blancs et nuls            | Votes blancs et nuls            | Votes blancs et nuls            | Votes blancs et nuls            | Votes blancs et nuls            | Votes blancs et nuls     | Votes blancs et nuls     | Votes blancs et nuls     | Votes blancs et nuls     | Votes blancs et nuls     | Votes blancs et nuls     | 571         | 2,56        |
| Total                           | Total                           | Total                           | Total                           | Total                           | Total                    | Total                    | Total                    | Total                    | Total                    | Total                    | 22 287      | 100         |
| Abstention                      | Abstention                      | Abstention                      | Abstention                      | Abstention                      | Abstention               | Abstention               | Abstention               | Abstention               | Abstention               | Abstention               | 3 761       | 14,44       |
| Inscrits / participation        | Inscrits / participation        | Inscrits / participation        | Inscrits / participation        | Inscrits / participation        | Inscrits / participation | Inscrits / participation | Inscrits / participation | Inscrits / participation | Inscrits / participation | Inscrits / participation | 26 048      | 85,56       |

### Rosevears
| Candidats                       | Candidats                       | Partis                          | 1er choix                       | 1er choix                       | 2e décompte              | 2e décompte              | 3e décompte              | 3e décompte              | 4e décompte              | 4e décompte              | 5e décompte | 5e décompte |
| Candidats                       | Candidats                       | Partis                          | Voix                            | %                               | Voix                     | %                        | Voix                     | %                        | Voix                     | %                        | Voix        | %           |
| ------------------------------- | ------------------------------- | ------------------------------- | ------------------------------- | ------------------------------- | ------------------------ | ------------------------ | ------------------------ | ------------------------ | ------------------------ | ------------------------ | ----------- | ----------- |
|                                 | Jo Palmer                       | Parti libéral                   | 9 492                           | 41,52                           | 9 604                    | 42,00                    | 9 743                    | 42,61                    | 10 697                   | 46,84                    | 11 492      | 50,57       |
|                                 | Janie Finlay                    | Indépendante                    | 6 915                           | 30,24                           | 7 217                    | 31,57                    | 7 848                    | 34,32                    | 8 862                    | 38,80                    | 11 232      | 49,43       |
|                                 | Jess Greene                     | Parti travailliste              | 2 076                           | 9,08                            | 2 171                    | 9,50                     | 2 955                    | 12,92                    | 3 279                    | 14,36                    |             |             |
|                                 | David Fry                       | Indépendant                     | 1 907                           | 8,34                            | 2 078                    | 9,09                     | 2 318                    | 10,14                    |                          |                          |             |             |
|                                 | Jack Davenport                  | Verts                           | 1 713                           | 7,49                            | 1 794                    | 7,85                     |                          |                          |                          |                          |             |             |
|                                 | Vivienne Gale                   | Indépendante                    | 761                             | 3,33                            |                          |                          |                          |                          |                          |                          |             |             |
| Total des voix                  | Total des voix                  | Total des voix                  | 22 864                          | 100                             | 22 864                   | 100                      | 22 864                   | 100                      | 22 838                   | 100                      | 22 724      | 100         |
| Votes non-transférables cumulés | Votes non-transférables cumulés | Votes non-transférables cumulés | Votes non-transférables cumulés | Votes non-transférables cumulés | 0                        | –                        | 0                        | –                        | 26                       | –                        | 140         | –           |
|                                 |                                 |                                 |                                 |                                 |                          |                          |                          |                          |                          |                          |             |             |
| Votes valides                   | Votes valides                   | Votes valides                   | Votes valides                   | Votes valides                   | Votes valides            | Votes valides            | Votes valides            | Votes valides            | Votes valides            | Votes valides            | 22 864      | 98,02       |
| Votes blancs et nuls            | Votes blancs et nuls            | Votes blancs et nuls            | Votes blancs et nuls            | Votes blancs et nuls            | Votes blancs et nuls     | Votes blancs et nuls     | Votes blancs et nuls     | Votes blancs et nuls     | Votes blancs et nuls     | Votes blancs et nuls     | 462         | 1,98        |
| Total                           | Total                           | Total                           | Total                           | Total                           | Total                    | Total                    | Total                    | Total                    | Total                    | Total                    | 23 326      | 100         |
| Abstention                      | Abstention                      | Abstention                      | Abstention                      | Abstention                      | Abstention               | Abstention               | Abstention               | Abstention               | Abstention               | Abstention               | 4 177       | 15,19       |
| Inscrits / participation        | Inscrits / participation        | Inscrits / participation        | Inscrits / participation        | Inscrits / participation        | Inscrits / participation | Inscrits / participation | Inscrits / participation | Inscrits / participation | Inscrits / participation | Inscrits / participation | 27 503      | 84,81       |